# Планетарна геологија
Планетарна геологија (позната још као астрогеологија или егзогеологија) је планетолошка научна дисциплина која се бави проучавањем геологије небеских тела, попут планета, природних сателита, астероида,комета и метеорита. Иако префикс гео обично указује теме које се односе на Земљу, планетарна геологија је тако названа из историјских и практичних разлога. У проучавању у небеских тела она примењује геолошке методе, а посебно даљинску детекцију, па је зато тесно повезана са геологијом у ужем смислу.
Планетарна геологија се бави проучавањем унутрашњих структура планета, планетарним вулканизмом као и површиниским процесима попут формирања ударних кратера, флувијалних и еолских процеса. По својој природи она је мултидисциплинарна научна дисциплина; поред геологије додирне тачке има са бројним другим дисциплинама као што су астрономија, минералогија, геохемија, геофизика. Она такође проучава структуре џиновских планета, као и састав малих објеката Сунчевог система попут астероида и комета.

## Историја планетарне геологије
Први је геолошке методе у проучавању и картирању небеских тела увео амерички геолог Јуџин Шумејкер. Он је почетком шезедесетих година XIX века у Флагстафу основао и водио Астрогеолошки истраживачки програм при Америчком геолошком заводу. Дао је значајан допринос на пољу проучавања Месеца и његових кратера, астероида и комета. Међу првима је развио идеју по којој нагле геолошке промене на небеским телима могу да настану од удара астериода; раније су ударни кратери, па и они на Месецу сматрани остацима некадашњих вулкана.
Данас се многе институције баве студијама планетарних наука и планетарном геологијом, међу којима су Лабораторија за млазни погон, Џонсонов свемирски центар, Лабораторија за примењену физику, као и поједини приватни и државни универзитети. Посетилачки центар Метеорског Кратера у Аризони у свом саставу има Музеј планетарне геологије.